# Sumiko Kurishima
Sumiko Kurishima (栗島すみ子, Kurishima Sumiko) est une actrice et danseuse japonaise, née le 15 mars 1902 et morte le 16 août 1987.

## Biographie
Sumiko Kurishima apparait une première fois au cinéma à l'âge de six ans en 1909. Au tout début des années 1920, elle est l'une des premières actrices à rejoindre la Shōchiku et fait ses débuts en 1921 sous la direction de Henry Kotani. Durant cette décennie, elle devient l'une des principales vedettes féminines de la compagnie de production. Elle apparaît dans près de cinquante films entre 1921 et 1923. C'est après l'avoir vue interpréter le rôle principal dans un film que Kinuyo Tanaka décide de devenir actrice de cinéma.
Sumiko Kurishima a tourné dans plus de 120 films entre 1909 et 1938. Elle refait une apparition au cinéma en 1956 sous la direction de Mikio Naruse dans Au gré du courant.

### Vie privée
Sumiko Kurishima s'est mariée au réalisateur Yoshinobu Ikeda, elle est l'interprète principal de la majorité de ses films. Leur mariage a été caché au public sur les recommandations de la Shōchiku afin d'entretenir l'illusion de romance entre l'actrice et son partenaire à l'écran au début des années 1920, l'acteur Yūkichi Iwata (ja).

## Filmographie

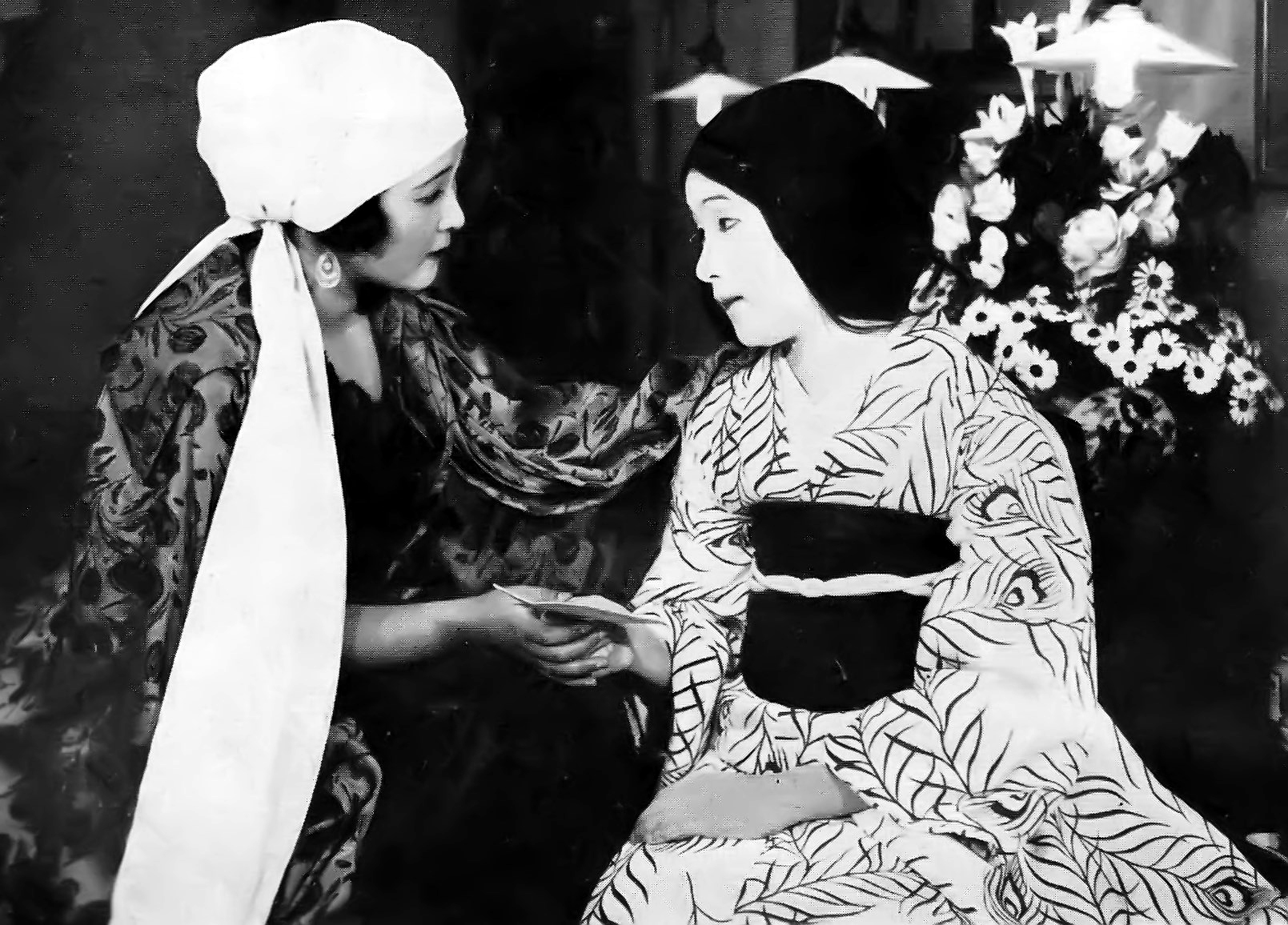
Yuriko Hanabusa et Sumiko Kurishima dans Nageki no kujaku (1924.)

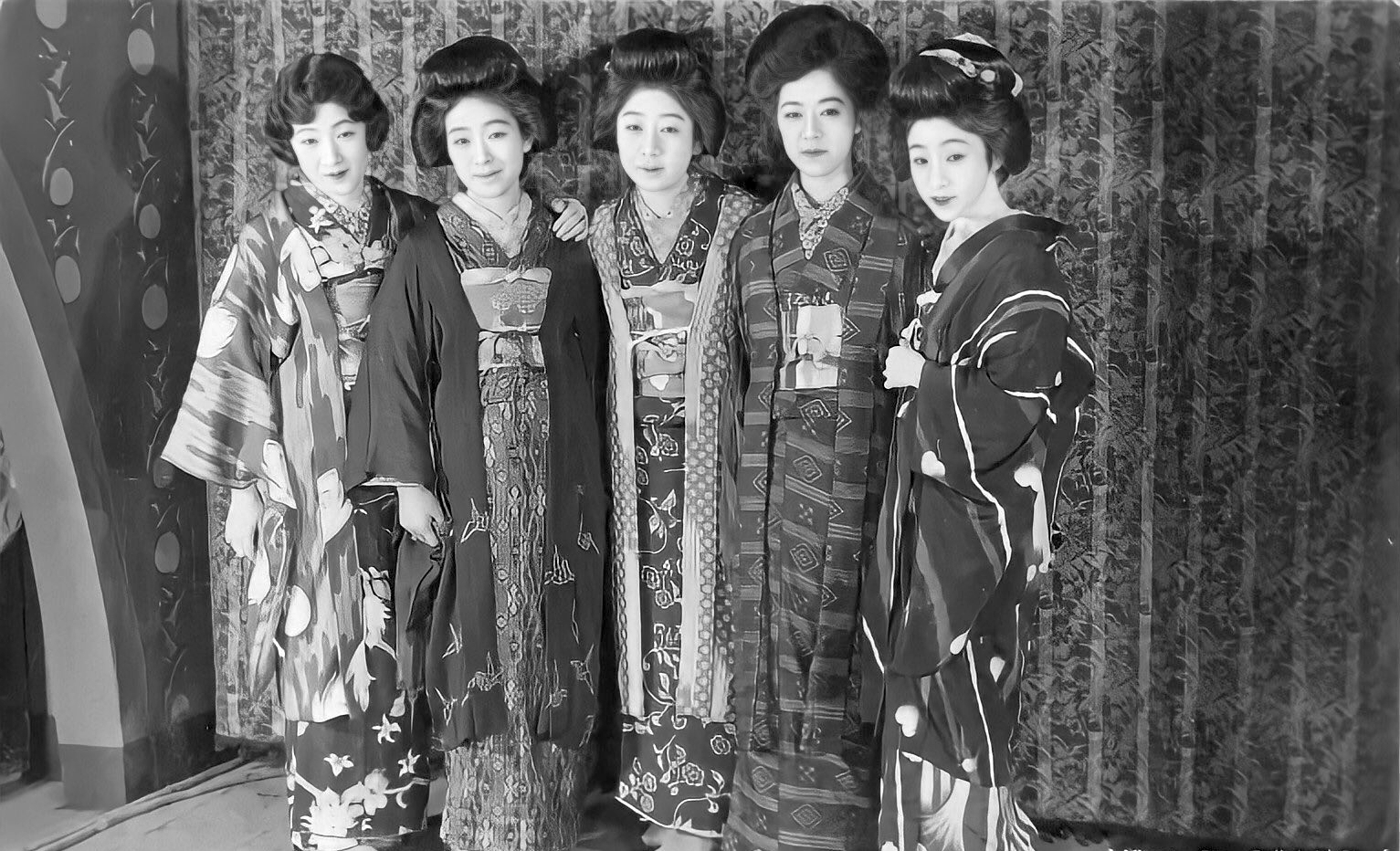
Sumiko Kurishima, Chieko Matsui, Yoshiko Kawada, Yukiko Tsukuba et Sakuko Yanagi, photo promotionnelle des Cinq intriguantes (1926).

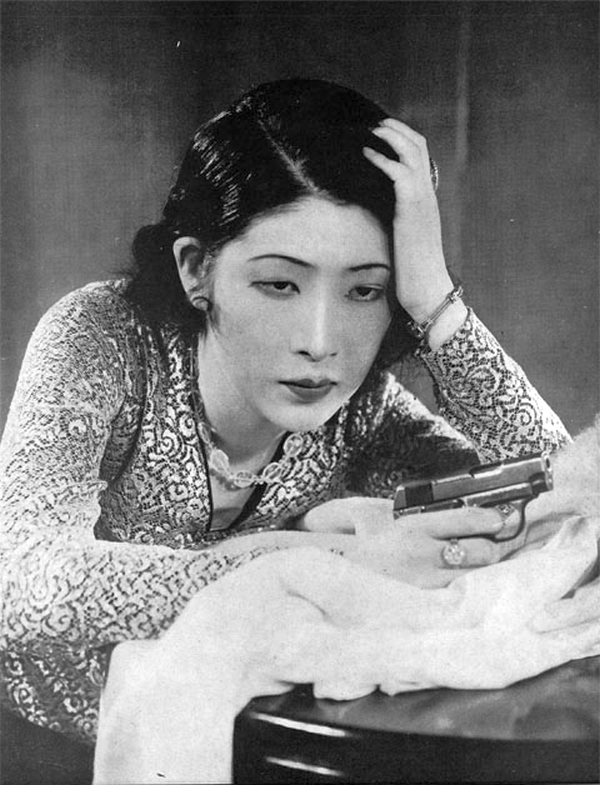
Sumiko Kurishima dans Sōshiju (1932).

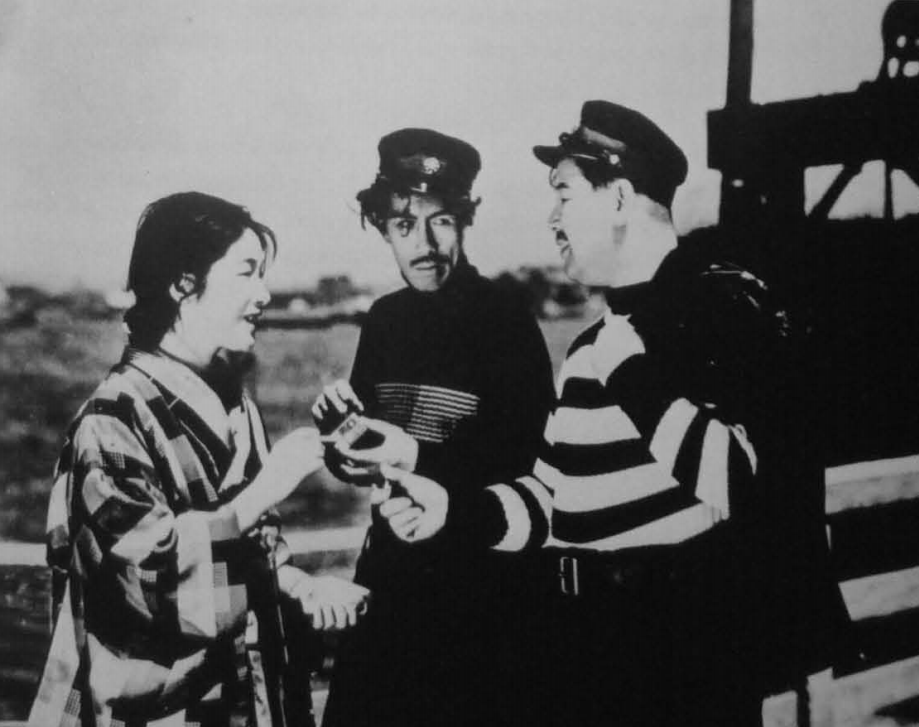
Sumiko Kurishima, Shigeru Ogura et Kenji Ōyama dans Rêves de chaque nuit (1933).

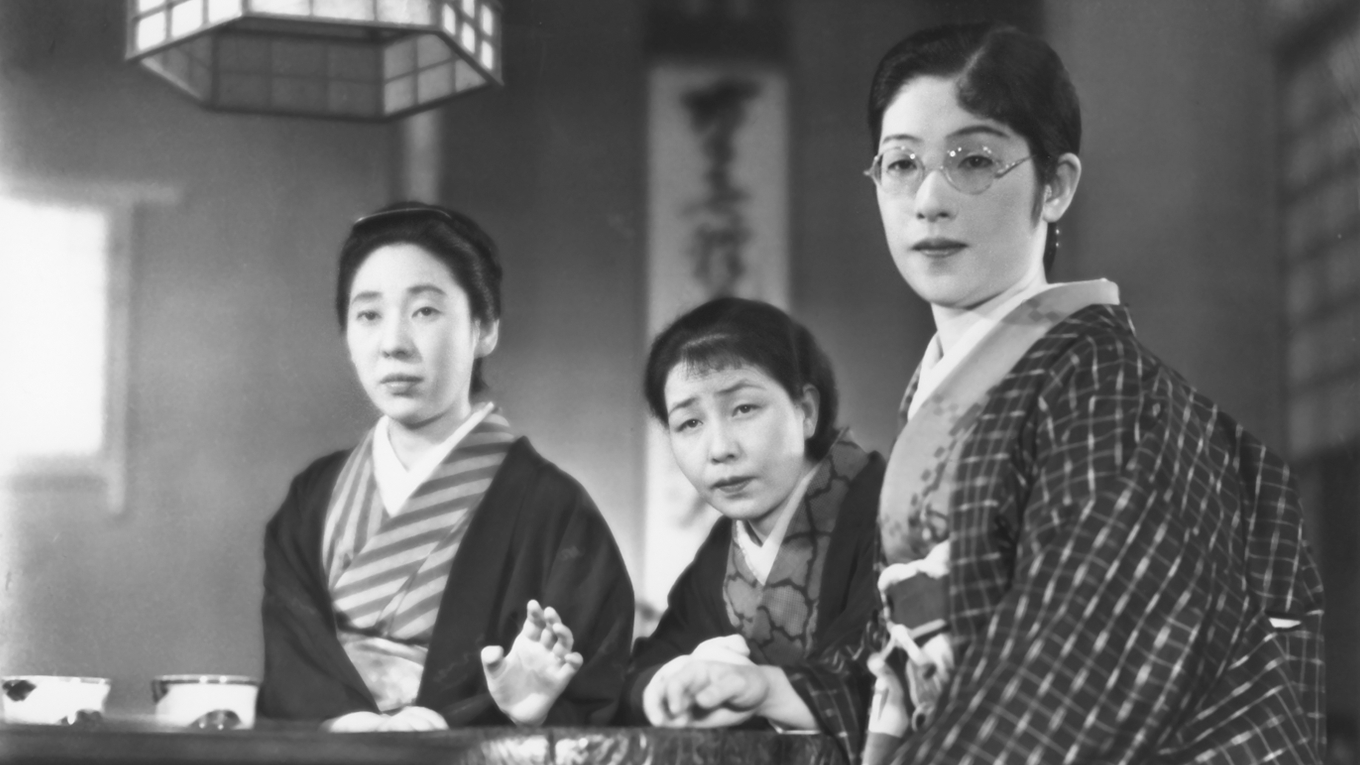
Mitsuko Yoshikawa, Chōko Iida et Sumiko Kurishima dans Qu'est-ce que la dame a oublié ? (1937).

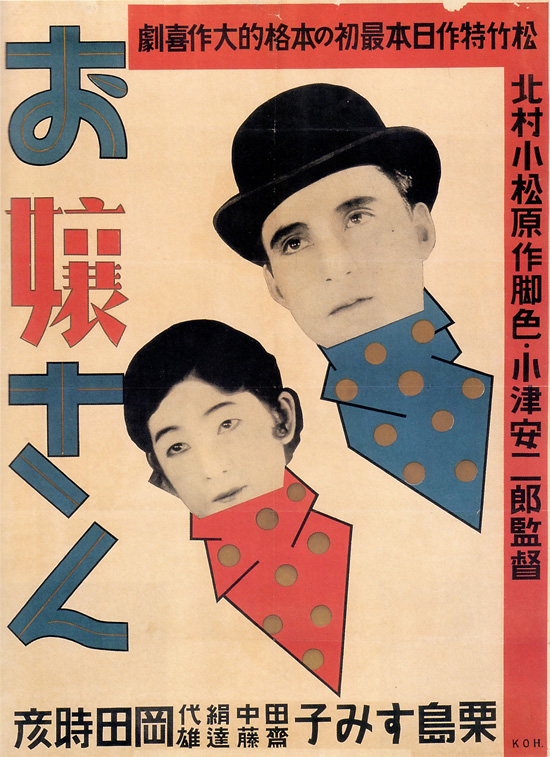
Affiche de Mademoiselle (1930).

Sauf indication contraire, la filmographie de Sumiko Kurishima est établie à partir de la base de données JMDb.

### Années 1900
- 1909 : Shin Momotarō (新桃太郎?) de Shisetsu Iwatō

### Années 1920
- 1921 : Les Coquelicots (虞美人草, Gubijinsō?) de Henry Kotani
- 1921 : Le Mécanicien et sa femme (電工と其妻, Denkō to sono tsuma?) de Henry Kotani
- 1921 : La Malle (トランク, Toranku?) de Henry Kotani
- 1921 : Omoitsuma (思ひ妻?) de Zanmu Kako (ja)
- 1921 : Hō no namida (法の涙?) de Hōtei Nomura
- 1921 : Yuku kumo (ゆく雲?) de Uichirō Tamura
- 1921 : Yama e kaeru (山へ帰る?) de Kiyohiko Ushihara
- 1921 : Kenbu no musume (剣舞の娘?) de Kiyohiko Ushihara
- 1921 : Nasanu naka (生さぬ仲?) de Yoshinobu Ikeda
- 1921 : Shakkō (赤光?) de Yoshinobu Ikeda
- 1921 : Kure yuku ekiji (暮れ行く駅路?) de Yoshinobu Ikeda
- 1921 : Tokkuri (徳利?) de Hōtei Nomura
- 1921 : Kyokukō nami o terasu (旭光照波?) de Yoshinobu Ikeda
- 1922 : Konjiki yasha (金色夜叉?) de Zanmu Kako (ja)
- 1922 : Yurusanu koi (許さぬ恋?) de Yoshinobu Ikeda
- 1922 : Umi no kiwami made (海の極みまで?) de Zanmu Kako (ja)
- 1922 : Hototogisu (不如帰?) de Yoshinobu Ikeda
- 1922 : Chikyōdai (乳姉妹?) de Yoshinobu Ikeda
- 1922 : Chizōme no gūnki (血染の軍旗?) de Yoshinobu Ikeda
- 1922 : Haha no kokoro (母の心?) de Yoshinobu Ikeda
- 1922 : Dai Saigō noshi (大西郷の死?) de Zanmu Kako (ja)
- 1922 : Gion yawa (祇園夜話?) de Yoshinobu Ikeda
- 1922 : Sōfuren (想夫憐?) de Yoshinobu Ikeda
- 1922 : Hikareyuku hi (曳かれ行く日?) de Yoshinobu Ikeda
- 1922 : Yōjo no mai (妖女の舞?) de Yoshinobu Ikeda
- 1922 : Eien no nazo (永遠の謎?) de Hōtei Nomura
- 1922 : Kokawa-dera (粉河寺?) de Yoshinobu Ikeda
- 1922 : Zankō (残光?) de Yoshinobu Ikeda
- 1922 : Kessakushūsui konjiki yasha (傑作集粋「金色夜叉」（明治文壇海岸の悲劇）?) de Yoshinobu Ikeda
- 1923 : My Friend (マイフレンド, Mai furendo?) de Yoshinobu Ikeda
- 1923 : Sendō kouta (船頭小唄?) de Yoshinobu Ikeda
- 1923 : Shiniyuku tsuma (死に行く妻?) de Yoshinobu Ikeda
- 1923 : Futatsu no michi (二つの道?) de Yoshinobu Ikeda
- 1923 : Gendai no josei (現代の女性?) de Yoshinobu Ikeda
- 1923 : Yami o yuku (闇を行く?) de Yoshinobu Ikeda
- 1923 : Nasuna koi (なすな恋?) de Hōtei Nomura
- 1923 : Une femme qui gagne sa vie (自活する女, Jikatsu suru onna?) de Yasujirō Shimazu : Hayase Kyoko
- 1923 : Yuki no yawa (雪の夜話?) de Yoshinobu Ikeda
- 1923 : La Mère (母, Haha?) de Hōtei Nomura
- 1923 : Minuit dans une grande ville I (大東京の丑満時 第一篇 悲劇の巻, Dai Tōkyō no ushimitsudoki - Daiippen: Higeki no maki?) de Yoshinobu Ikeda
- 1923 : Mizumo no hana (水藻の花?) de Yoshinobu Ikeda
- 1923 : Kosome to Kin'ya (小染と欣也?) de Yoshinobu Ikeda
- 1923 : Oyako no tabiji (親娘の旅路?) de Yoshinobu Ikeda
- 1923 : La Porte du crime (罪の扉, Tsumi no tobira?) de Yasujirō Shimazu : Akizuki Masako
- 1923 : Ohime kusa (お姫草?) de Hōtei Nomura
- 1923 : Yūhō shū (幽芳集?) de Yoshinobu Ikeda et Hōtei Nomura
- 1924 : Kanojo no unmei (彼女の運命?) de Yoshinobu Ikeda et Hōtei Nomura
- 1924 : Eien no haha (永遠の母?) de Yoshinobu Ikeda
- 1924 : Sweet Home (スヰート・ホーム, Suwīto hōmu?) de Yoshinobu Ikeda
- 1924 : Hatachi no koro (はたちの頃?) de Yoshinobu Ikeda
- 1924 : Nageki no kujaku (嘆きの孔雀?) de Yoshinobu Ikeda
- 1924 : Hototogisu namiko (不如婦浪子?) de Yoshinobu Ikeda
- 1925 : Koi no hikyoku (恋の悲曲?) de Yoshinobu Ikeda
- 1925 : Aru onna no hanashi (或る女の話?) de Yoshinobu Ikeda
- 1925 : La terre sourit (大地は微笑む, Daichi wa hohoemu?) de Yasujirō Shimazu et Kiyohiko Ushihara : Shuren
- 1925 : Mahjong (麻雀, Mājan?) de Tadamoto Ōkubo
- 1925 : Umi no yūwaku (海の誘惑?) de Yoshinobu Ikeda
- 1925 : Hakushaku reijō (伯爵令嬢?) de Yoshinobu Ikeda
- 1925 : Kanashiki koi no gen'ei (悲しき恋の幻影?) de Yoshinobu Ikeda
- 1925 : Hojoka (豊情歌?) de Kiyohiko Ushihara : Sonoko
- 1925 : Koizuma (恋妻?) de Yoshinobu Ikeda
- 1925 : Sabishiki michi (寂しき路?) de Yoshinobu Ikeda
- 1925 : Tadashi-chan no Kamata hōmon (正ちゃんの蒲田訪問?) de Takeo Tsutami
- 1926 : Kowareta ningyō (毀れた人形?) de Yoshinobu Ikeda
- 1926 : Sayoko (小夜子?) de Yoshinobu Ikeda : Sayoko Nagasa
- 1926 : Shi no Komoriuta (死の小守歌?) de Yoshinobu Ikeda : Kiyo Takayama
- 1926 : Chinpira tantei (チンピラ探偵?) de Tadamoto Ōkubo
- 1926 : Utsukushiki inori (美しき祈り?) de Yoshinobu Ikeda
- 1926 : La Douleur de la rose (嘆きの薔薇, Nageki no bara?) de Hiroshi Shimizu : l'amie de Kikue
- 1926 : Junanbana (受難草?) de Kiyohiko Ushihara : Sumiko Kikukawa
- 1926 : Cinq intrigantes V (妖婦五人女 第五篇 令嬢おすみ, Yōfu gonin onna - daigohen: Reijō Osumi?) de Yoshinobu Ikeda
- 1927 : Koi no wakaremichi (恋の別れ路?) de Yoshinobu Ikeda
- 1927 : Hisako no hanashi (緋紗子の話?) de Yoshinobu Ikeda
- 1927 : Shinju fujin (真珠夫人?) de Yoshinobu Ikeda
- 1927 : Kindai nyōbō kaizō (近代女房改造?) de Yoshinobu Ikeda
- 1927 : Tama o nageutsu (玉を抛つ?) de Yoshinobu Ikeda
- 1928 : Seishun no komichi (青春の小径?) de Yoshinobu Ikeda
- 1928 : Tengoku no hito (天国の人?) de Hōtei Nomura
- 1928 : Onna no isshō (女の一生?) de Yoshinobu Ikeda : Hanako Andō
- 1928 : Fūfu (夫婦?) de Yoshinobu Ikeda
- 1928 : Toge no rakuen (棘の楽園?) de Hōtei Nomura
- 1928 : Ai no yukusue (愛の行末?) de Yoshinobu Ikeda
- 1929 : Aijin: Tokieda no maki (愛人 時枝の巻?) de Yoshinobu Ikeda
- 1929 : Tasogare no yuwaku (黄昏の誘惑?) de Yoshinobu Ikeda
- 1929 : Ukiyo kōji (浮世小路?) de Yoshinobu Ikeda
- 1929 : Kibō (希望?) de Yoshinobu Ikeda
- 1929 : Un père et son fils (親父とその子, Oyaji to sono ko?) de Heinosuke Gosho
- 1929 : Kotoshidake (今年竹?) de Kazunobu Shigemune
- 1929 : Meibō ka (明眸禍?) de Yoshinobu Ikeda

### Années 1930
- 1930 : Introduction au mariage (結婚学入門, Kekkon gaku nyumon?) de Yasujirō Ozu : Toshiko
- 1930 : Une beauté (麗人, Reijin?) de Yasujirō Shimazu
- 1930 : Kanojo wa dokoe iku (女は何処へ行く?) de Yoshinobu Ikeda
- 1930 : Onnagokoro o midasumaji (女心を乱すまじ?)
- 1930 : Mademoiselle (お嬢さん, Ojōsan?) de Yasujirō Ozu : mademoiselle
- 1931 : Kangeki no haru (感激の春?) de Yoshinobu Ikeda
- 1931 : Machi no runpen (街のルンペン?) de Yoshinobu Ikeda
- 1931 : Shimai (姉妹・前後篇?) de Yoshinobu Ikeda
- 1931 : Ōmoīde oki onna (思ひ出多き女?) de Yoshinobu Ikeda
- 1932 : Depāto no himegimi (デパートの姫君?) de Yoshinobu Ikeda
- 1932 : Sōshiju (相思樹?) de Yoshinobu Ikeda
- 1932 : Jōnin (情人?) de Yoshinobu Ikeda
- 1932 : Sei naru nyūbō (聖なる乳房?) de Yoshinobu Ikeda
- 1932 : Tsubakihime (椿姫?) de Yoshinobu Ikeda[5]
- 1933 : Kujakubune (孔雀船?) de Yoshinobu Ikeda
- 1933 : Seidon (晴曇?) de Hōtei Nomura
- 1933 : Rêves de chaque nuit (夜ごとの夢, Yogoto no yume?) de Mikio Naruse : Omitsu
- 1933 : Iro wa nioedō (いろはにほへど?) de Yoshinobu Ikeda
- 1934 : Kanraku no yo wa fukete (歓楽の夜は更けて?) de Yoshinobu Ikeda
- 1934 : Une mère orientale (東洋の母, Tōyō no haha?) de Hiroshi Shimizu
- 1934 : Nihon josei no uta (日本女性の歌?) de Yoshinobu Ikeda
- 1934 : Tone no asagiri (利根の朝霧?) de Hōtei Nomura
- 1934 : Yume no sasayaki (夢のさゝやき?) de Yoshinobu Ikeda
- 1934 : Le Jeune Universitaire IV (大学の若旦那・日本晴れ, Daigaku no wakadanna: Nihonbare?) de Hiroshi Shimizu
- 1935 : Haha no ai (母の愛 愛児編・苦闘編?) de Yoshinobu Ikeda
- 1935 : Futarishizuka (二人静?) de Yoshinobu Ikeda
- 1935 : Uwasa no onna (噂の女?) de Yoshinobu Ikeda
- 1935 : La Fille du verger (果樹園の女, Kajuen no onna?) de Yasujirō Shimazu
- 1935 : Eikyū no ai: Zenpen (永久の愛 前篇?) de Yoshinobu Ikeda
- 1935 : Eikyū no ai: Kōhen (永久の愛 後篇?) de Yoshinobu Ikeda
- 1937 : Qu'est-ce que la dame a oublié ? (淑女は何を忘れたか, Shukujo wa nani o wasureta ka?) de Yasujirō Ozu : Tokiko
- 1938 : Le Petit Pleurnichard (泣蟲小僧, Nakimushi kozo?) de Shirō Toyoda : Sadako, la mère de Keikichi
- 1956 : Au gré du courant (流れる, Nagareru?) de Mikio Naruse : Ohama

## Récompenses et distinctions
- 1968 : Médaille au ruban pourpre